# Anthrax trifigurata
Anthrax trifigurata är en tvåvingeart som först beskrevs av Walker 1860.  Anthrax trifigurata ingår i släktet Anthrax och familjen svävflugor.
Artens utbredningsområde är Haiti. Inga underarter finns listade i Catalogue of Life.